# Подболотное сельское поселение
Се́льское поселе́ние Подболотное — муниципальное образование в Бабушкинском районе Вологодской области Российской Федерации.
Административный центр — деревня Кокшарка.

## География
Подболотное сельское поселение расположено на северо-востоке района. Граничит
- на западе с Рослятинским сельским поселением,
- на востоке с Никольским районом,
- на севере с Кичменгско-Городецким и Нюксенским районами.

На территории Подболотного сельского поселения преобладает холмистый рельеф моренной и карстовой форм. На возвышенности Северные Увалы расположена Исакова гора, третья по высоте точка в Вологодской области. Встречаются выходы коренных пермских пород на поверхность. Протекают реки Шарженьга и Логдуз.
На территории поселения находятся:
- Природный памятник «Исакова гора»
- Заказник «Михалево»
- Заказник «Ёюгский бор»

## История
Подболотное сельское поселение образовано 1 января 2006 года в соответствии с Федеральным законом № 131 «Об общих принципах организации местного самоуправления в Российской Федерации».
В состав сельского поселения вошёл Подболотный сельсовет.
Законом Вологодской области от 1 июня 2015 года № 3667-ОЗ муниципальные образования Логдузское сельское поселение и Подболотное сельское поселение были объединены в сельское поселение Подболотное с административным центром в деревне Кокшарка.

## Экономика
На территории поселения расположены сельскохозяйственные и лесопильные предприятия. Население также занято ведением личного подсобного хозяйства и в социальной сфере.
Действуют Подболотная средняя общеобразовательная школа с детсадом, Безгачихинская начальная общеобразовательная школа-сад, две основные общеобразовательные школы, Ляменьгская участковая амбулатория, два фельдшерско-акушерских пункта, три дома культуры, три сельские библиотеки, два почтовых отделения связи, пункт милиции, пожарная часть 93, ветучасток, АТС, Ляменьгская электрическая подстанция, церковь Петра и Павла.

## Население
| 2011  | 2012  | 2013  | 2014  | 2015  | 2016  | 2017  |
| ----- | ----- | ----- | ----- | ----- | ----- | ----- |
| 1187  | ↘1143 | ↘1112 | ↘1079 | ↘1047 | ↗1487 | ↘1443 |
| 2018  | 2019  | 2020  | 2021  |       |       |       |
| ↘1423 | ↘1411 | ↘1368 | ↘1177 |       |       |       |

## Состав сельского поселения
| №  | Населённый пункт | Тип населённого пункта          | Население |
| -- | ---------------- | ------------------------------- | --------- |
| 1  | Безгачиха        | деревня                         | 171       |
| 2  | Белогорье        | деревня                         | 0         |
| 3  | Белокрутец       | деревня                         | 16        |
| 4  | Бучиха           | деревня                         | 108       |
| 5  | Верхотурье       | деревня                         | 24        |
| 6  | Городищево       | деревня                         | 59        |
| 7  | Дудкино          | деревня                         | 90        |
| 8  | Еремино          | деревня                         | 55        |
| 9  | Заборье          | деревня                         | 87        |
| 10 | Исаково          | деревня                         | ↘21       |
| 11 | Козлец           | деревня                         | 120       |
| 12 | Кокшарка         | деревня, административный центр | 124       |
| 13 | Коршуниха        | деревня                         | 6         |
| 14 | Крутец           | деревня                         | 30        |
| 15 | Логдуз           | деревня                         | 243       |
| 16 | Ляменьга         | деревня                         | 57        |
| 17 | Муравьево        | деревня                         | 4         |
| 18 | Нефедово         | деревня                         | 0         |
| 19 | Николаево        | деревня                         | 32        |
| 20 | Пендуз           | деревня                         | 0         |
| 21 | Плешкино         | деревня                         | 111       |
| 22 | Подболотье       | деревня                         | 129       |
| 23 | Скоково          | деревня                         | 106       |
| 24 | Сосновка         | деревня                         | 109       |
| 25 | Суздалиха        | деревня                         | ↘52       |
| 26 | Сумино           | деревня                         | 0         |
| 27 | Суходолово       | деревня                         | 0         |

### Упразднённые населённые пункты
В 2020 году упразднены деревни Пестериха, Третница и Шипуново